# Blahoslav Slavík
Blahoslav Slavík (22. května 1926 – prosinec 2006) byl český a československý politik a poúnorový bezpartijní poslanec Národního shromáždění ČSR.

## Biografie
Ve volbách roku 1954 byl zvolen do Národního shromáždění ve volebním obvodu Brno-město IV jako bezpartijní poslanec. V parlamentu setrval až do konce funkčního období, tedy do voleb roku 1960.
K roku 1954 se profesně uvádí jako stolař v národním podniku Uměleckoprůmyslové závody Královo Pole.